# Rue Saint-Jérôme (ancienne voie de Paris)
Cet article concerne l'ancienne rue du 4e arrondissement. Pour l'actuelle, voir Rue Saint-Jérôme (Paris).
La rue Saint-Jérôme est une ancienne voie de Paris. Elle a disparu lors du réaménagement des abords de la place du Châtelet en 1855 et l'ouverture du boulevard de l'Hôtel-de-Ville et la construction du Théâtre-Lyrique.

## Situation
Juste avant la Révolution française, la rue faisait partie de la paroisse Saint-Jacques-de-la-Boucherie.
Au moment de sa suppression, elle reliait le quai de Gesvres aux rues de la Vieille-Lanterne et de la Vieille-Tannerie. Elle était située dans le quartier d'Arcis de l'ancien 7e arrondissement (actuel 4e arrondissement). Les numéros étaient noirs, il n'y avait pas de numéros impairs, et le dernier numéro pair était le 4.

## Historique
La voie est ouverte en vertu des lettres patentes de février 1642 sous le nom de « rue de Gesvres » ou « ruelle de Gesvre ». Située dans un débouché de ruelles immondes et sinistres, sur l'emplacement desquelles ont été construits le Théâtre-Lyrique, la rue Adolphe-Adam et le service d'identité de la ville de Paris, et qui était le quartier des « tueurs » et des « écorcheurs » de la Grande Boucherie elle prend rapidement le nom de « rue Merderet » en raison de sa malpropreté
Plus tard, une statue de Saint Jérôme installée à l'un de ses angles de lui fait donner le nom de « rue Saint-Jérôme ».
Une décision ministérielle du 11 octobre 1806 signée Champagny et une ordonnance royale du 9 décembre 1838 fixent la largeur à 6 mètres.
Cette voie publique a été supprimée en 1855, conformément au décret impérial du 29 juillet 1854, relatif au percement du boulevard de l'Hôtel-de-Ville. Son emplacement est désormais occupé par le théâtre de la Ville - Sarah-Bernhardt.

### Décret du 29 juillet 1854
« Napoléon, etc.,
Sur le rapport de notre ministre secrétaire d'État au département de l'intérieur,
Vu le plan des alignements proposés pour régulariser et compléter les abords des places du Châtelet et de l'Hôtel de Ville, à Paris, le dit plan apportant une légère modification à celui approuvé par notre décret du 19 février 1853, pour divers affluents de la rue de Rivoli ;
Les délibérations de la Commission municipale en date des 16 décembre 1853 et 12 mai 1854, tendant à faire déclarer ce projet d'utilité publique;
Les pièces de l'enquête; 
L'avis du préfet de la Seine ; 
Les lois des 16 septembre 1807, 3 mai 1841 et l'ordonnance réglementaire du 23 août 1835 ; La section de l'intérieur de notre Conseil d'État entendue, avons décrété et décrétons ce qui suit :

- Article premier. — Sont déclarés d'utilité publique;
  1. La prolongation d'un boulevard (actuelle avenue Victoria) entre les places de l'Hôtel de Ville et du Châtelet ;
  2. Le prolongement de la rue de la Tacherie jusqu'au quai Le Pelletier ;
  3. L'élargissement de la rue de la Poterie :
  4. La suppression des rues de la Tannerie, de la Vannerie, des Teinturiers, de la Vieille-Place-aux-Veaux, de la Vieille-Lanterne, de la Vieille-Tannerie, Saint-Jérôme, de la Tuerie et de la Joaillerie.
- Article 2. — Les alignements sont déterminés conformément au tracé, lequel tracé fixe à trente mètres la largeur du boulevard entre les places de l'Hôtel de Ville et du Châtelet, à, vingt mètres la largeur de la rue de la Poterie, au prolongement de la rue de la Tacherie jusqu'au quai Le Pelletier, la largeur de la portion de la rue déjà existante, et réduit de neuf à cinq mètres le pan coupé à l'angle des rues de Rivoli et de la Coutellerie.
- Article 3. — En conséquence, le préfet de la Seine, agissant au nom de la ville de Paris, est autorisé à acquérir soit à l'amiable, soit, s'il y a lieu, par voie d'expropriation, conformément à la loi du 3 mai 1841, les immeubles ou portions d'immeubles teintés en jaune sur le plan.
- Article 4. — Notre ministre secrétaire d'État au département de l'intérieur est chargé de l'exécution du présent décret. 
Fait à Biarritz, le 29 juillet 1854. »